# Aulis Sipponen
Aulis Sipponen (* 17. Januar 1929 in Michurinskoye; † 5. März 2021 in Orivesi) war ein finnischer Skilangläufer und Nordischer Kombinierer.
Sipponen, der für den Jämsänkosken Ilves startete, belegte bei den Lahti Ski Games 1949, 1950 und 1954 jeweils den sechsten Platz in der Nordischen Kombination. Bei den Olympischen Winterspielen 1952 in Oslo kam er auf den 16. Platz über 18 km und auf den siebten Rang in der Nordischen Kombination. Im selben Jahr errang er bei den Lahti Ski Games den dritten Platz und im folgenden Jahr den vierten Platz in der Nordischen Kombination.